# Wostan
Wostan – wieś w Armenii, w prowincji Ararat. W 2011 roku liczyła 2739 mieszkańców.